# هیلتاپ (تگزاس)
هیلتاپ (به انگلیسی: Hilltop) یک منطقهٔ مسکونی در ایالات متحده آمریکا است که در شهرستان فریو، تگزاس واقع شده‌است. هیلتاپ ۳٫۲۵ کیلومتر مربع مساحت و ۲۸۷ نفر جمعیت دارد و ۱۵۹ متر بالاتر از سطح دریا واقع شده‌است.